# دون مودي
دون مودي (بالإنجليزية: Don Moody)‏ هو سياسي أمريكي، ولد في 16 مارس 1962 في مانهاتن في الولايات المتحدة.